# نوربيرتو راميريز
نوربيرتو راميريز (بالإسبانية: Norberto Ramírez)‏ (و. 1800 – 1856 م) هو سياسي، ومحام من نيكاراغوا.